# André-Hercule de Fleury
André-Hercule kardinal de Fleury, francoski rimskokatoliški duhovnik, škof, kardinal in državnik, * 22. junij 1653, Lodève, † 29. januar 1743, Issy-les-Moulineaux.

## Življenjepis
Leta 1679 je prejel duhovniško posvečenje.
1. novembra 1698 je bil imenovan za škofa Fréjusa, 18. maja 1699 je bil potrjen in 22. novembra 1699 je prejel škofovsko posvečenje. 3. maja 1715 je odstopil s tega položaja.
11. septembra 1726 je bil povzdignjen v kardinala.
Fleury je bil prvi minister Ludvika XV., tako da je bil med 1715 in 1740 najvplivnejši človek v Franciji. 11. septembra 1726 je postal kardinal.